# Piridin
A piridin egy nitrogéntartalmú heterociklusos vegyület. Színtelen, kellemetlen szagú folyadék. Vízzel minden arányban elegyedik, szerves oldószerekben is jól oldódik. Higroszkópos vegyület. Kitűnő oldószer. A természetben a kőszénkátrányban fordul elő. Először Anderson vonta ki állati csontok lepárlásakor keletkező csontolajból. Gyenge bázis, savakkal piridíniumsókat képez. Kiindulási anyag mezőgazdasági vegyszerek és gyógyszerek előállításánál. Fontos oldószer és reagens.

## Szerkezete
Szerkezete a benzoléból vezethető le az egyik CH-csoport nitrogénre cserélésével. Aromás jellegű vegyület, a nitrogénatom egy elektronja a 6 delokalizált π-elektron egyike (π-elektronszextett), két elektronjával pedig a két szomszédos szénatommal létesít σ (szigma-) -kötést. Két elektronja szabad, ezek nemkötő elektronpárt alkotnak, a nemkötő elektronpárral magyarázható a piridin bázisos sajátsága. A nitrogénatom jelenléte miatt a piridin gyűrűje már nem teljesen szabályos hatszög (a benzollal ellentétben), de az eltérések nem jelentősek.

## Kémiai tulajdonságai
A piridin bázisos jellegű vegyület, bázisos jellege azzal magyarázható, hogy a nitrogén két elektronja nem vesz részt a π-elektronszextettben, nemkötő elektronpárt alkot. A piridin gyengébb bázis, mint az aminok, például a trimetil-amin. (A trimetil-amin pKb értéke 4,3, a piridiné 8,8). Savakkal sót képez, ezek a sók stabilak, vízben jól oldódnak, higroszkópos sajátságúak. Tulajdonságaik az ammóniumsókéra emlékeztetnek. A protonfelvételkor piridíniumion keletkezik, a nitrogénatom pozitív töltésűvé válik. A pozitív töltés szétterjed az egész aromás gyűrűre.
A piridin katalizátor jelenlétében hidrogénnel telíthető (katalitikus hidrogénezés). A hidrogénezés könnyebben megy végbe, mint a benzolnál. A piridin hidrogénezésekor piperidin keletkezik. A piperidin erősebb bázis, mint a pirimidin. A piridin alkil-halogenidekkel a tercier aminokhoz hasonló reakcióba lép. A folyamatban N-alkil-piridíniumsók keletkeznek. Savkloridokkal N-acil-piridínium klorid képződése közben acilezhető. Oxidálószerekkel piridin-N-oxiddá oxidálható.
A piridin a gyűrűben található nitrogénatom elektronszívó hatása miatt kevésbé hajlamos az aromás vegyületekre jellemző elektrofil szubsztitúciókra, a nitrogénatom dezaktiválja a gyűrűt, a szubsztitúció csak magas hőmérsékleten játszódik le. A nitrogénatom elektronvonzó hatása azonban kedvez a nukleofil szubsztitúcióknak. Ez legkönnyebben a 2-es helyzetű (azaz a nitrogénatommal szomszédos) szénatomon megy végbe. A piridin például nátrium-amiddal 2-amino-piridinné alakítható.

## Előállítása
A piridinnek és származékainak többféle szintézise is létezik. Piridinszármazékok keletkeznek például telítetlen 1,5-dioxovegyületek és ammónia kondenzációs reakciójában. A Hantzsch-szintézis során aldehidek és β helyzetű oxocsoportot tartalmazó karbonsavak észtereiből (β-oxosav-észterekből) keletkeznek piridinszármazékok.

## Fontos piridinszármazékok
- A piridin metilszármazékai a pikolinok. A metilcsoport helyzete (2,-es, 3-as, vagy 4-es helyzet) megkülönböztethető α, β, és γ-pikolin. A pikolinok oxidációjakor piridin-karbonsavak keletkeznek.
- A nikotinsavban és a nikotinsav-amidban (vagy más néven nikotinamidban) a 3-as helyzetű szénatomhoz kapcsolódik karboxil- illetve amidcsoport. Ez a két vegyület a B-vitaminok családjába tartozik (B3-vitamin). A nikotinsav-amid a szervezetben nikotinsav-amid-dinukleotidként (NAD) fordul elő. A NAD fontos hidrogénátvivő koenzim, biokémiai redoxifolyamatokban vesz részt.
- A nikotin a dohány legfontosabb alkaloidja. A piridingyűrű mellett pirrolidingyűrűt is tartalmaz. 3-as helyzetben szubsztituált piridinszármazék, N-metil-pirrolidincsoport kapcsolódik a piridin 3-as szénatomjához.
- A B6-vitamin, a piridoxin és a piridoxál is a piridin származéka. A piridoxin oxidációjakor piridoxál keletkezik. A piridoxál foszforsavésztere, a piridoxál-5′-foszfát számos enzim prosztetikus csoportja.